# Povardarië
Povardarië (Macedonisch: Повардарие) is een regio in het centrum van de Republiek Noord-Macedonië, de regio omvat alle dalen, bergen en kloven waar de rivier Vardar stroomt.